# Skinner Peak
Skinner Peak är en bergstopp i Antarktis. Den ligger i Västantarktis. Inget land gör anspråk på området. Toppen på Skinner Peak är 2 600 meter över havet.
Terrängen runt Skinner Peak är kuperad åt sydväst, men åt nordost är den platt. Trakten är obefolkad. Det finns inga samhällen i närheten. 